# Тхор, Борис Иванович
Бори́с Ива́нович Тхо́р (22 февраля 1929, станица Новоясенская, Каневской район, Краснодарский край, РСФСР, СССР — 19 июля 2009, Москва, Россия) — советский и российский архитектор. Заслуженный архитектор РСФСР (1981), член-корреспондент РААСН, лауреат Ленинской премии (1982)

## Биография
Родился 22 февраля 1929 года в станице Новоясенской Кубанской области. До 1943 года вместе с родителями и сестрой жил в Сталинграде. В 1943 году с семьёй переехал в Ейск. Учился в школе № 9, позже, уже в школьные годы, подрабатывал художником-оформителем. В 1946 году переехал в столицу и поступил в Московский архитектурный институт. Во время учёбы получил 1-ю премию на конкурсе проектов памятника погибшим воинам в Великих Луках (1949), а затем премию за проект памятника Зое Космодемьянской. В 1952 году окончил институт, защитив дипломный проект на тему «Музей города Москвы».

Мемориальная доска архитектору Б. И. Тхору на мосту «Багратион»

С 1952 по 1959 год работал в Мосгипротрансе. Вместе с соавторами спроектировал и построил жилые дома МПС, Новоарбатский мост и Лужнецкий метромост со станцией метро «Ленинские горы».
Принимал участие в двух турах конкурса проектов Дворца Советов и монумента Победы на Поклонной горе в Москве. Был приглашён на работу в мастерскую по проектированию Кремлёвского дворца съездов, где работал в бригаде под руководством А. А. Мндоянца.
Б. И. Тхор был одним из авторов конкурсного проекта Всемирной выставки 1967 года в Москве, административно-торгового центра курорта Пицунда (1962—1968), павильона СССР на Всемирной выставке 1967 года в Монреале (совместно с М. В. Посохиным и другими).
В 1967 году возглавил мастерскую № 6 Моспроекта-2, занимавшуюся проектированием центра Москвы. Руководил разработкой проекта детальной планировки центра Москвы в пределах Садового кольца. В этот период под руководством Б. И. Тхора были выполнены проекты планировки и застройки Новокировского проспекта (1968), эскиз-идея перспективного развития центра Москвы (1970), центр юго-западной планировочной зоны (1972). Он был одним из авторов спорткомплекса «Олимпийский» (1980, Ленинская премия 1982 года) и станции метро «Горьковская».
Активно занимался вопросами монументальной пропаганды. Под его руководством был разработан «Монументальный план общегородского центра в пределах Садового кольца». Б. И. Тхор был автором 12 памятников, в том числе «Медикам-героям Великой Отечественной войны» (1972, скульптор Л. Е. Кербель), космонавту Волкову (1975, скульптор Г. М. Тоидзе), Свердлову (1978, скульптор Р. Е. Амбарцумян), архитектору Алексею Щусеву (1980, скульптор И. М. Рукавишников), Багратиону (1999, скульптор М. К. Мерабишвили) и других.
По его проектам реконструировались жилые районы Сретенки и Цветного бульвара в Москве. Соавтор проектов ансамбля Нового Арбата (бывший проспект Калинина), нового здания театра «Школа драматического искусства» на Сретенке (открыто на месте кинотеатра «Уран» в мае 2001 года), выставочного комплекса на Краснопресненской набережной, а также ММДЦ «Москва-Сити».
На протяжении 10 лет вёл дипломное проектирование в Московском архитектурном институте.
Член КПСС. Член Союза архитекторов СССР с 1956 года. Член президиума Московской организации Союза архитекторов (МОСА), председатель бюро пропаганды МОСА. 
Увлекался живописью и графикой. Во время туристических и служебных поездок писал этюды, выполнял рисунки и наброски. Участвовал в выставках живописи и графики.
С 1966 года до конца жизни жил в Москве в доме 24 по Фрунзенской набережной. Скончался 19 июля 2009 года в Москве.

## Награды и звания
- Заслуженный архитектор РСФСР (1981)[8]
- Ленинская премия (1982) — за проект спорткомплекса «Олимпийский» (совместно с М. В. Посохиным и Л. С. Аранаускасом)
- Орден Трудового Красного Знамени — за участие в строительстве Кремлёвского двора съездов[4]
- Почётный строитель города Москвы (1999)
- Почётный гражданин города Ейска (1998)[2]

## Память
19 февраля 2015 года в вестибюле моста «Багратион» была установлена мемориальная доска (скульптор И. В. Макарова, архитектор Л. И. Куницына). На мемориальной доске сложной формы изображён портрет Б. И. Тхора и стилизованные изображения моста «Багратион» и комплекса «Москва-Сити», проектированием которых он занимался. В 2024 году во время реконструкции моста «Багратион» мемориальная доска была перенесена на фасад дома 24 по Фрунзенской набережной, где архитектор жил с 1966 по 2009 год.